# Die oder Keine
Die oder Keine ist eine Große Operette in zwei Teilen (zehn Bildern) mit der Musik von Ludwig Schmidseder, dem Libretto von Heinz Hentschke und den Liedtexten von Günther Schwenn. Das Werk erlebte seine Uraufführung am 20. März 1939 am Metropol-Theater in Berlin. Werner Schmidt-Boelcke hatte die musikalische Leitung inne.

## Orchester
Oboe, Sax I, II, III, IV, Trompete I, II, III, Posaune I, II, Schlagwerk I, II, Harfe, Gitarre, Bandoneon, Klavier, Violine I, II, Va, Vc, Kb; Bühnenmusik: Violine, Gitarre, Harmonika

## Handlung

### Ort und Zeit
Die Revueoperette spielt in Heidelberg und in Afrika zur Zeit der Uraufführung, also in den 1930er-Jahren.
Die 10 Bilder sind:
1. Bild: Auf einer Bananenpflanzung, 
2. Bild: Auf hoher See,
3. Bild: Eine Bar,
4. Bild: Freifräulein von Dobermann – diskrete Eheanbahnung,
5. Bild: Ein intimes Lokal,
6. Bild: Auf der Rennbahn,
7. Bild: In den Weinlauben von Heidelberg,
8. Bild: Vor der Heidelberger Schlossruine,
9. Bild: Ein intimes Lokal,
10. Bild: Gartenfest in der Villa Jansen.
Die oder Keine erlebte innerhalb weniger Jahre über 600 Aufführungen und galt damals als eine der erfolgreichsten zeitgenössischen Operetten.

## Musikalische Höhepunkte
- Ich trink den Wein nicht gern allein – Dieses Lied wurde durch Herbert Ernst Groh und später auch durch Peter Alexander sehr bekannt.
- Einer Frau ist alles erlaubt
- Ich dachte, Sie sind Frei, Fräulein (Tango)
- Wenn du von Wien nach München fährst (Walzer)
- Ich finde alle Frauen schön (Foxtrott)
- Ein Lied von Sehnsucht (Langsamer Walzer)
- Die Lilly aus Bajanga (Tango)
- Es wär so schön, wenn wir heut bummeln gehn (Foxtrott)

## Tonträger
- Großer Querschnitt beim Hamburger Archiv für Gesangskunst (CD Nr. 30131) mit Liselotte Schmidt, Ferry Gruber, Reinhold Bartel, Werner Saladin und dem Münchner Rundfunkorchester unter der Leitung von Werner Schmidt-Boelcke

- Einzeltitel bei JUBE auf der CD Ludwig Schmidseder – Es gibt so süße Mädels (CD Nr. 15001)